# Asemostera tacuapi
Asemostera tacuapi is een spinnensoort uit de familie hangmatspinnen (Linyphiidae). De soort komt voor in Brazilië